# Kakografie
Een kakografie is een geschrift waarin veel grove taal- en stijlfouten voorkomen.
Kakografieën werden in de negentiende eeuw gebruikt als oefenmateriaal bij het herkennen en verbeteren van taal-, spelling- en stijlfouten. Veelal werden hiervoor losse zinnen en kleine fragmenten uit bekende literaire werken gebruikt. Zo bevat de Cacographie van Nederlandsche auteurs uit 1873 van F.J. Heeris passages uit de werken van Bilderdijk, Van Lennep en Tollens. Het bleef altijd een onderwerp van discussie of literaire werken geschikt zijn als dergelijk oefenmateriaal. Dit komt van het Oudgrieks κακός ('kakós' lelijk) en γράφειν ('gráphein' schrijven).

## Enkele kakografieën
- 1848: Oudvlaemsche liederen en andere gedichten der XIVde en XVde eeuwen, Ch.-L. Carton
- 1873: Cacographie van Nederlandsche auteurs, F.J. Heeris